# دوارسیونیو
دوارسیونیو (انگلیسی: Dvarčionių) شرکت مصالح ساختمانی لیتوانیایی است، که در سال ۱۸۸۸ تأسیس شد.